# Vương quốc Ostrogoth
Vương quốc Ostrogoth hay còn được gọi là Vương quốc Italy (Latin: Regnum Italiae), được người Ostrogoth thiết lập nên ở Ý và các vùng đất lân cận, nó tồn tại từ năm 493 tới năm 538 SNC.
Người Ostrogoth là một nhánh của người Goth, họ di cư vào Đế quốc La Mã trong Giai đoạn di cư. Dưới sự lãnh đạo của Theodoric Đại đế, họ đã đánh bại Odoacer, vốn từng là thủ lĩnh của lực lượng foederati ở miền bắc Ý và cũng là người đã lật đổ vị hoàng đế Tây La Mã cuối cùng, Romulus Augustulus, vào năm 476. Dưới sự cai trị của Theoderic, vị vua đầu tiên, vương quốc Ostrogoth đã đạt đến đỉnh cao của nó, kéo dài từ vùng đất ngày nay là nước Pháp ở phía Tây cho đến vùng đất ngày nay là Serbia ở phía đông nam. Hầu hết các thể chế xã hội cũ của đế quốc Tây La Mã vẫn tiếp tục được duy trì trong suốt thời kỳ trị vì của Theodoric. Ngay cả bản thân Theodoric cũng tự gọi mình là Gothorum Romanorumque rex ("Vua của người Goth và La Mã"), nhằm thể hiện mong muốn của ông là trở thành một vị vua chung cho cả hai dân tộc.
Bắt đầu từ năm 538, đế quốc Đông La Mã (Byzantine) dưới triều đại của Justinian I đã tiến hành xâm lược Ý. Vị vua Ostrogoth vào thời điểm này là Witiges đã không thành công trong việc bảo vệ vương quốc của mình và sau khi kinh đô Ravenna thất thủ, ông ta đã bị bắt làm tù binh. Người Ostrogoth sau đó đã ủng hộ một vị vua mới, Totila, và dưới sự lãnh đạo của ông ta, họ gần như là đã đập tan được cuộc chinh phạt của người Byzantine, nhưng cuối cùng họ vẫn bị đánh bại. Vị vua cuối cùng của Vương quốc Ostrogoth là Teia.

## Lịch sử

### Bối cảnh

#### Người Ostrogoth
Người Ostrogoth là nhánh miền đông của người Goth. Họ đã định cư và thiết lập nên một nhà nước hùng mạnh ở Dacia, nhưng trong giai đoạn cuối thế kỷ thứ 4, họ lại nằm dưới sự thống trị của người Hun. Sau khi đế quốc Hun sụp đổ vào năm 454, một lượng lớn người Ostrogoth đã được Hoàng đế Marcian cho phép định cư tại tỉnh Pannonia của La Mã với vai trò là Foederati. Nhưng vào năm 460, sau khi hoàng đế Leo I bãi bỏ khoản tiền cống nạp hàng năm cho họ, họ liền tàn phá vùng đất Illyricum. Hòa bình sau đó đã được lập lại vào năm 461, với việc Theoderic Amal, con trai của Theodemir tộc Amal, được gửi đến Constantinople làm con tin, tại đây ông đã được dạy dỗ theo nền giáo dục của người La Mã
Trong những năm trước đó, một lượng lớn người Goth,ban đầu dưới sự lãnh đạo của Aspar và sau này là dưới quyền Theodoric Strabo, đã gia nhập vào quân đội La Mã và họ đã trở thành một thế lực quan trọng có ảnh hưởng lớn đến cả chính trị và quân sự trong triều đình Constantinople. Trong giai đoạn từ năm 477-483, đã diễn ra một cuộc tranh chấp quyền lực phức tạp giữa ba thế lực bao gồm Theoderic tộc Amal, người đã kế tục cha mình vào năm 474, Theodoric Strabo, và vị hoàng đế mới của Đông La Mã, Zeno. Trong cuộc xung đột này, các bên thường xuyên thay đổi phe và khiến cho phần lớn bán đảo Balkan bị tàn phá.
Cuối cùng, sau khi Strabo qua đời vào năm 481, Zeno đã đạt được thỏa thuận với Theoderic. Phần lớn xứ Moesia và Dacia Ripensis đã được nhượng lại cho người Goth, trong khi Theoderic được bổ nhiệm làm magister militum praesentalis và chấp chính quan vào năm 484. Nhưng chỉ một năm sau, Theoderic và Zeno lại sảy ra xung đột và một lần nữa người Goth lại tàn phá xứ Thrace. Sau đó, Zeno và các cố vấn của ông ta đã nghĩ ra một mưu kế đó là dùng một hòn đá ném hai con chim, ông ta ra lệnh cho Theoderic đem quân tiến đánh vương quốc của Odoacer ở Ý.

#### Vương quốc của Odoacer
Năm 476, viên chỉ huy của lực lượng Foederati ở phía Tây, Odoacer, đã tiến hành một cuộc đảo chính lật đổ viên magister militum của đế quốc Tây Lã Mã là Orestes, ông này đang tìm cách để giúp cho người con trai của mình là Romulus Augustulus được công nhận là hoàng đế Tây La Mã thay cho hoàng đế Julius Nepos. Nguyên nhân là do Orestes đã không giữ lời hứa về việc ban đất đai ở Ý cho quân đội của Odoacer theo như cam kết của ông ta trước đó để nhằm đảm bảo tính trung lập của họ. Sau khi hành quyết Orestes và cho lưu đày vị tiểu hoàng đế, Odoacer đã tuyên bố trung thành trên danh nghĩa với Nepos (lúc này đang ở Dalmatia) và được Zeno ban cho địa vị quý tộc. Odoacer vẫn giữ lại hệ thống chính quyền của La Mã và hợp tác một cách tích cực với viện nguyên lão La Mã, nhờ vậy mà sự cai trị của ông ta đã trở nên có hiệu quả và thành công. Odoacer còn đánh đuổi người Vandal khỏi Sicily vào năm 477 và trong năm 480, ông ta sáp nhập luôn Dalmatia vào vương quốc của mình sau khi Julius Nepos bị ám sát.

### Người Goth chinh phục Ý (488-493)
Zeno và Theoderic đã đạt được một thỏa thuận trong đó quy định rằng nếu Theoderic giành được thắng lợi thì ông sẽ cai trị Ý như là đại diện của hoàng đế. Theoderic cùng với người dân của ông xuất phát từ Moesia vào mùa thu năm 488, họ tiến qua Dalmatia và vượt qua dãy núi Julian An pơ và tiến vào đất Ý vào thời điểm cuối tháng 8 năm 489. Trận chiến đầu tiên của họ với quân đội của Odoacer là tại sông Isonzo (trận Isonzo) vào ngày 28 tháng Tám. Odoacer đã bị đánh bại và rút chạy về Verona, và một trận chiến đẫm máu khác cũng đã diễn ra ở đây khoảng một tháng sau đó, trận đánh này cũng kết thúc với thắng lợi thuộc về người Goth .
Sau thất bại tại Verona, Odoacer rút chạy về kinh đô của ông ta tại Ravenna, trong khi Tufa cùng với phần lớn binh sĩ lại đầu hàng người Goth. Tiếp đó, Theoderic lại phái Tufa cùng với đội quân của ông này tiến đánh Odoacer, tuy nhiên Tufa nhanh chóng phản bội lại ông và đứng về phía Odoacer. Sang năm 490, Odoacer đã có thể tiến hành phản công lại Theoderic, ông ta đã tái chiếm Milan cùng Cremona và bao vây căn cứ chính của người Goth ở Ticinum (Pavia). Tuy nhiên, vào lúc này, người Visigoth lại can thiệp vào cuộc chiến và giải vây cho Ticinum, Odoacer sau đó đã phải nhận một thất bại mang tính quyết định tại sông Adda vào ngày 11 tháng 8 năm 490. Một lần nữa, Odoacer lại phải bỏ chạy về Ravenna, trong khi viện nguyên lão cùng với nhiều thành phố khác của Ý tuyên bố đứng về phía Theoderic.
Người Goths lúc này đây quay sang bao vây Ravenna, nhưng do họ thiếu một hạm đội cùng với việc thành phố có thể nhận được tiếp tế bằng đường biển khiến cho cuộc vây hãm này có thể kéo dài đến gần như là vô tận, bất chấp sự thiếu thốn. Tuy nhiên, điều này chỉ kéo dài đến năm 492, Theoderic đã có thể tập hợp được một hạm đội và chiếm giữ bến cảng của Ravenna, nhờ vậy mà ông đã ngăn chặn được toàn bộ liên lạc giữa thành phố này với thế giới bên ngoài. Nhưng cũng phải sáu tháng sau đó, nhờ vào sự hòa giải của đức giám mục thành phố, các cuộc đàm phán giữa hai bên mới bắt đầu.
Cả hai bên đã đi đến một hiệp ước vào ngày 25 tháng 2 năm 493, theo đó họ sẽ phân chia các vùng đất của Ý với nhau. Một bữa tiệc sau đó đã được tổ chức để kỷ niệm hiệp ước này vào ngày 15 tháng 3. Tuy nhiên, tại bữa tiệc này, Theoderic, sau khi nếm một chiếc bánh mì nướng, đã tự tay giết chết Odoacer. Theo sau đó là một cuộc tàn sát toàn bộ các binh sĩ và những người ủng hộ Odoacer. Theoderic cùng với người Goth của ông bây giờ là chủ nhân mới của Ý.

## Triều đại của Theodoric Đại đế (493-526)

### Sự cai trị của Theodoric
Giống như Odoacer, Theoderic được xem như là một patricius và là thần dân của hoàng đế tại Constantinople, ngoài ra còn giữ vai trò như là một phó vương ở Ý của hoàng đế, một chức vụ được hoàng đế Anastasius công nhận vào năm 497. Đồng thời, ông cũng là vua của dân tộc mình chứ không phải của công dân La Mã. Trong thực tế, ông đã cai trị giống như một vị vua độc lập.
Bộ máy chính quyền của vương quốc Odoacer, về cơ bản giống với của đế quốc Tây Lã Mã, vẫn được giữ lại và tiếp tục được điều hành một cách độc quyền bởi người La Mã, chẳng hạn như nhà văn Cassiodorus. Viện nguyên lão tiếp tục hoạt động bình thường và được giao trách nhiệm trong việc bổ nhiệm các chức vụ dân sự, và các luật lệ cũ của đế quốc vẫn được áp dụng cho những cư dân La Mã trong khi người Goth tự cai trị theo luật lệ truyền thống của họ. Quả thực, vì là một vị vua chư hầu, Theoderic không có quyền ban hành các điều luật của riêng ông trong hệ thống luật La Mã, ông chỉ đơn thuần có quyền ban hành các chỉ dụ (edicta), hoặc làm rõ các chi tiết nhất định.